# 예덕선생전
《예덕선생전》(穢德先生傳)은 조선 영·정조 때 박지원이 지은 한문소설이다. 내용은 인분을 나르는 예덕의 마음이 곧고 덕이 높음을 그려 양반들을 공박한 것이다.